# Provincia de Batken
La provincia de Batken (en kirguiz: Баткен областы) es una provincia (óblast) de Kirguistán. Su capital es Batken. Esta provincia fue creada el 12 de octubre de 1999, ocupando la parte más occidental de la provincia de Osh.

## Población
La mayor parte de la población es kirguiza (74,3%). El resto de la población la componen: uzbekos (14.4%), tayikos (6.9%), rusos (2.2%), tártaros (1%) y turcos (0.3%).

## Organización territorial
La provincia de Batken se divide administrativamente en tres distritos (raiones) y tres ciudades:
| Distritos              | Capital | Población |
| ---------------------- | ------- | --------- |
| 1.- Batken             | Batken  | 62.300    |
| 2.- Kadamjay           | Pulgon  | 143.900   |
| 3.- Leilek             | Isfana  | 97.300    |
| .- Batken (ciudad)     |         | 17.900    |
| .- Kyzyl-Kiya (ciudad) |         | 40.900    |
| .- Suliukta (ciudad)   |         | 18.000    |